# De sammanbitna
De sammanbitna (originaltitel: True Grit) är en amerikansk westernfilm från 1969 i regi av Henry Hathaway. Manuset är baserat på romanen Mod i barm av Charles Portis från 1968. John Wayne fick pris för bästa manliga huvudroll på Oscarsgalan 1970. Filmen tilldelades även en Golden Globe.
Filmen kom att bli skådespelardebut för artisten Glen Campbell. Campbell headhuntades till rollen av Johan Wayne, som imponerats av artistens sätt att agera på tv i Campbells tv-show The Glen Campbell Goodtime Hour som hade premiär samma år som filmen spelades in.
Ledmotivet True Grit komponerades av Elmer Bernstein och Don Black, och sjöngs i filmen av Glen Campbell. Ledmotivet nominerades till såväl  Academy Award for Best Song och en Golden Globe.

## Handling
Rooster Cogburn (John Wayne), som är US Marshal, lejs av 14-åriga Mattie Ross (Kim Darby) för att hitta Tom Chaney (Jeff Corey) som mördat Matties far.

## Medverkande
| John Wayne        | – Reuben J. "Rooster" Cogburn, US Marshal |
| Kim Darby         | – Mattie Ross, 14-årig flicka             |
| Glen Campbell     | – LaBoeuf, Texas Ranger                   |
| Jeremy Slate      | – Emmett Quincy, hästtjuv                 |
| Robert Duvall     | – Lucky Ned Pepper, tågrånare             |
| Dennis Hopper     | – Moon, hästtjuv                          |
| Strother Martin   | – Colonel G. Stonehill, hästhandlare      |
| Jeff Corey        | – Tom Chaney, Frank Ross' mördare         |
| Donald Woods      | – Barlow                                  |
| James Westerfield | – Judge Parker, domare                    |